# Jennifer Stewart
Jennifer Stewart (Redondo Beach, California; 29 de septiembre de 1968) es una ex actriz pornográfica estadounidense.

## Biografía
Nació con el nombre de Jennifer Noble, en el estado de California, en la ciudad costera de Redondo Beach, ubicada en el condado de Los Ángeles. Antes de iniciar su carrera pornográfica, tuvo pequeños papeles como actriz en series televisivas como Solid Gold. Posteriormente, trabajó como bailarina en el parque temático de Disneyland (Anaheim, California).
En 1989 inició su carrera como actriz pornográfica, con 21 años, siendo su debut en la película Veil, del estudio Vivid Entertainment Group, con la que Stewart firmó su primer gran contrato. Además de Vivid, como actriz trabajó para otros estudios como VCA Pictures, K-Beech, Sinister, Sin City, Erotic Video Network o Adam & Eve.
También para Vivid grabó, en 1990, Out for Blood, su primera película en la que tenía un papel cuya actuación no era sexual.
En el año 1991 destacó por su presencia en los Premios AVN, en los que ganó el premio a la Mejor actriz revelación. Recibió en la misma gala una nominación a la Mejor actriz en película por The Swap.
Destacó por ser la protagonista de la tetralogía Passages, que grabó para Vivid con Paul Thomas en la dirección: Passages: Coming of Age, Passages 2: The First Degree, Passages 3: Working y Passages 4: Success.
En el apogeo de su carrera, decidió poner término a su carrera pornográfica por razones personales en 1992, habiendo aparecido en un total de 34 películas hasta entonces. Reapareció como actriz convencional en la comedia televisiva Hot Springs Hotel bajo el nombre de Jen Stewart.
Otras películas suyas fueron And The Envelope Please, Beat the Heat, Designer Genes, International Anal Queens 2, Jamie Loves Jeff 2, Killer, No Time for Love, Positions Wanted, Scarlet Fantasy o Torrid Without a Cause 2.

## Premios y nominaciones
| Año  | Ceremonia   | Resultado | Premio                     | Trabajo  |
| ---- | ----------- | --------- | -------------------------- | -------- |
| 1991 | Premios AVN | Ganadora  | Mejor actriz revelación    | —        |
| 1991 | Premios AVN | Nominada  | Mejor actriz (en película) | The Swap |